# Francisco Urroz
Francisco Urroz Martínez (Higuerote, Venezuela, 14 de diciembre de 1920-Concón, Chile, 22 de enero de 1992) fue un futbolista chileno. Jugaba de defensa y militó en los clubes Unión Española y Colo-Colo. Era el padre de la tenista Silvana Urroz. Abuelo de Manuela Urroz, seleccionada nacional de hockey césped (Diablas), y Francisco Urroz seleccionado nacional de rugby (Cóndores). 

## Trayectoria
Se formó en las divisiones inferiores de Unión Española. Fue seleccionado chileno entre 1947 y 1950. En ese periodo, jugó la Copa América de 1947 y 1949 y la Copa del Mundo de Brasil 1950.
Como defensa central destacó por sus reacciones rápidas, el rechazo seguro, como también por su guapeza y decisión. Nunca fue expulsado del campo de juego y fue capitán en Unión Española, Colo-Colo y la Selección. Fue el capitán del primer título de Unión Española en 1943. 

## Clubes
| Club           | País  | Año       |
| -------------- | ----- | --------- |
| Unión Española | Chile | 1940-1944 |
| Colo-Colo      | Chile | 1945-1950 |

## Palmarés

### Campeonatos nacionales
| Título                         | Club           | País  | Año  |
| ------------------------------ | -------------- | ----- | ---- |
| Primera División de Chile 1943 | Unión Española | Chile | 1943 |
| Primera División de Chile 1947 | Colo-Colo      | Chile | 1947 |